# 3806-os mellékút (Magyarország)
A 3806-os számú mellékút egy bő 9 kilométeres hosszúságú, négy számjegyű mellékút Borsod-Abaúj-Zemplén vármegye keleti peremén; a Bodrogközben fekvő Bodroghalom község számára biztosít közlekedési kapcsolatokat észak-déli irányban, a tájegység népesebb helységeit összekötő, keresztirányú útvonalakkal.

## Nyomvonala
A 381-es főútból ágazik ki, annak a 9+200-as kilométerszelvénye közelében, Alsóberecki és Bodroghalom határán, déli irányban. Előbbi települést ennél jobban nem is érinti, Bodroghalom határai közt folytatódik, melynek lakott területét 1,7 kilométer után éri el. A belterületen Szabadság utca néven halad végig, s már közel jár az ötödik kilométeréhez, amikor maga mögött hagyja a falu legdélebbi házait. 7,9 kilométer után szeli át Tiszakarád határát, de ennek a falunak lakott helyeit már nem érinti: külterületek között ér véget, beletorkollva a 3814-es útba, annak a 15+900-as kilométerszelvénye közelében, Nagyhomok községrésztől bő 1 kilométerre északnyugatra, Tiszakarád központjától pedig mintegy 5 kilométerre északra.
Teljes hossza, az országos közutak térképes nyilvántartását szolgáló kira.kozut.hu adatbázisa szerint 9,248 kilométer.

## Települések az út mentén
- (Alsóberecki)
- Bodroghalom
- (Tiszakarád)

## Története
A Harmadik Katonai Felmérés az út jelentős részét a mai nyomvonalán mutatja, az északi kiágazástól a bodroghalmi szakaszon át (akkor még Luka néven szerepel a település) a jellegzetes kanyarig, de innen már eltér a maitól. Ugyanez állapítható meg az 1866-os keltezésű kataszteri térképen (Luka, 1866), ahol a vonalvezetése egészen pontosan követhető: a mai jellegzetes belterületi kanyarok jól azonosíthatók (pl. az akkor még különálló Nyárjas-tanya területén lévő kanyar eredetileg elágazás volt). Az 1941-es katonai felmérés térképén a nyomvonala már gyakorlatilag megegyezik a maival.
A Kartográfiai Vállalat 1990-es kiadású Magyarország autóatlasza az első, a mai 381-es főúttól Bodroghalomig tartó szakaszát kiépített, pormentes útként tünteti fel, az attól délebbre eső szakaszt viszont csak „egyéb út” jelöléssel szerepelteti.